# James Cerretani
James Cerretani (Reading, 2 oktober 1981) is een professionele Amerikaanse tennisspeler en in het internationale tenniscircuit voornamelijk actief als dubbelspeler.

## Palmares
| Legenda                       | Legenda               |
| ----------------------------- | --------------------- |
| Grand Slam                    |                       |
| Olympische Spelen             |                       |
| tot 2009                      | vanaf 2009            |
| Tennis Masters Cup            | ATP Finals            |
| ATP Masters Series            | ATP Tour Masters 1000 |
| ATP International Series Gold | ATP Tour 500          |
| ATP International Series      | ATP Tour 250          |

### Dubbelspel
| Nr.                          | Datum             | Toernooi             | Ondergrond    | Partner            | Tegenstanders in finale                 | Score               | Details |
| ---------------------------- | ----------------- | -------------------- | ------------- | ------------------ | --------------------------------------- | ------------------- | ------- |
| Gewonnen finales herendubbel |                   |                      |               |                    |                                         |                     |         |
| 1.                           | 14 juli 2008      | ATP Kitzbühel        | Gravel        | Victor Hănescu     | Lucas Arnold Ker Olivier Rochus         | 6–3, 7–5            | Details |
| 2.                           | 2 februari 2009   | ATP Johannesburg (1) | Hardcourt     | Dick Norman        | Rik de Voest Ashley Fisher              | 6–7, 6–2, [14–12]   | Details |
| 3.                           | 6 februari 2011   | ATP Johannesburg (2) | Hardcourt     | Adil Shamasdin     | Scott Lipsky Rajeev Ram                 | 6–3, 3–6, [10–7]    | Details |
| 4.                           | 12 februari 2017  | ATP Quito            | Gravel        | Philipp Oswald     | Julio Peralta Horacio Zeballos          | 6-3, 2-1 opgave     | Details |
| Verloren finales herendubbel |                   |                      |               |                    |                                         |                     |         |
| 1.                           | 25 mei 2008       | ATP Casablanca       | Gravel        | Todd Perry         | Albert Montañés Santiago Ventura        | 1-6, 2-6            | Details |
| 2.                           | 3 maart 2018      | ATP Dubai            | Hardcourt     | Leander Paes       | Jean-Julien Rojer Horia Tecău           | 2-6, 6-7(2)         | Details |
| 3.                           | 25 augustus 2018  | ATP Winston-Salem    | Hardcourt     | Leander Paes       | Jean-Julien Rojer Horia Tecău           | 4-6, 2-6            | Details |
| Gewonnen challengers         |                   |                      |               |                    |                                         |                     |         |
| 1.                           | 16 september 2007 | Orléans              | Hardcourt (i) | Frank Moser        | Tomasz Bednarek Michał Przysiężny       | 6-1, 7-6(2)         |         |
| 2.                           | 3 februari 2008   | Wraclow              | Hardcourt (i) | Lukáš Rosol        | Werner Eschauer Jürgen Melzer           | 6-7(7), 6-3, 10-7   |         |
| 3.                           | 16 augustus 2009  | Cordenons            | Gravel        | Travis Rettenmaier | Peter Luczak Alessandro Motti           | 4-6, 6-3, 11-9      |         |
| 4.                           | 16 mei 2010       | Biella               | Gravel        | Adil Shamasdin     | Dustin Brown Alessandro Motti           | 6-3, 2-6, 11-9      |         |
| 5.                           | 19 september 2010 | Banja Luka           | Gravel        | David Škoch        | Adil Shamasdin Lovro Zovko              | 6-1, 6-4            |         |
| 6.                           | 13 februari 2011  | Quimper              | Hardcourt (i) | Adil Shamasdin     | Jamie Delgado Jonathan Murray           | 6-3, 5-7, 10-5      |         |
| 7.                           | 14 augustus 2011  | San Marino           | Gravel        | Philipp Marx       | Daniele Bracialli Jullian Knowle        | 6-3, 6-4            |         |
| 8.                           | 18 maart 2012     | Guadalajara          | Hardcourt     | Adil Shamasdin     | Tomasz Bednarek Oliver Charroin         | 7-6(5), 6-1         |         |
| 9.                           | 4 november 2012   | Eckental             | Tapijt        | Adil Shamasdin     | Tomasz Bednarek Andreas Siljeström      | 6-3, 2-6, 10-4      |         |
| 10.                          | 11 november 2012  | Loughborough         | Tapijt        | Adil Shamasdin     | Purav Raja Divij Sharan                 | 6-4, 7-5            |         |
| 11.                          | 6 januari 2013    | São Paulo            | Tapijt        | Adil Shamasdin     | Federico Delbonis Renzo Olivo           | 6-7(5), 6-4, 11-9   |         |
| 12.                          | 5 april 2015      | Le Gosier            | Hardcourt     | Antal Van Der Duim | Wesley Koolhof Mattwe Middelkoop        | 6-1, 6-3            |         |
| 13.                          | 20 maart 2016     | Drummondville        | Hardcourt (i) | Max Schnur         | Daniel Evans Lloyd Glasspool            | 3-6, 6-3, [11-9]    |         |
| 14.                          | 10 april 2016     | Guadeloupe           | Hardcourt     | Antal Van Der Duim | Austin Krajicek Mitchell Krueger        | 6-2, 5-7, [10-7]    |         |
| 15.                          | 2 juli 2016       | Marburg              | Gravel        | Philipp Oswald     | Miguel Angel Reyes-Varela Max Schnur    | 6-3, 6-2            |         |
| 16.                          | 7 juli 2016       | Braunschweig         | Gravel        | Philipp Oswald     | Mateusz Kowalczyk Antonio Sancic        | 4-6, 7-6(5), [10-2] |         |
| 17.                          | 7 augustus 2016   | Cortina              | Gravel        | Philipp Oswald     | Roberto Carballes Baena Christian Garin | 6-3, 6-2            |         |
| 18.                          | 18 juni 2017      | Caltanissetta        | Gravel        | Max Schnur         | Denys Molchanov Franko Skugor           | 6-3, 3-6, [10-6]    |         |
| 19.                          | 20 augustus 2017  | Vancouver            | Hardcourt     | Neal Skupski       | Treat Huey Robert Lindstedt             | 7-6(6), 6-2         |         |
| 20.                          | 14 januari 2018   | Bangkok              | Hardcourt     | Joe Salisbury      | Enrique Lopez Perez Pedro Martinez      | 6-7(5), 6-3, [10-8] |         |
| 21.                          | 28 januari 2018   | Newport Beach        | Hardcourt     | Leander Paes       | Treat Huey Denis Kudla                  | 6-4, 7-5            |         |
| 22.                          | 27 oktober 2019   | Hamburg              | Hardcourt (i) | Maxime Cressy      | Ken Skupski John-Patrick Smith          | 6-4, 6-4            |         |

## Prestatietabel
| Legenda | Legenda                          |
| ------- | -------------------------------- |
| g.t.    | geen toernooi gehouden           |
| l.c.    | lagere categorie                 |
| –       | niet deelgenomen                 |
| G       | uitgeschakeld in de groepsfase   |
| 1R      | uitgeschakeld in de eerste ronde |
| 2R      | uitgeschakeld in de tweede ronde |
| 3R      | uitgeschakeld in de derde ronde  |
| 4R      | uitgeschakeld in de vierde ronde |
| KF      | uitgeschakeld in de kwartfinale  |
| HF      | uitgeschakeld in de halve finale |
| F       | de finale verloren               |
| W       | het toernooi gewonnen            |
| w-v     | winst/verlies-balans             |

### Dubbelspel
| Grandslamtoernooien   |       |               |               |               |      |      |      |       |      |        |
| Australian Open       | –     | –             | 1R            | –             | 1R   | 1R   | 1R   | 1R    | 2R   | 1-6    |
| Roland Garros         | –     | –             | 1R            | 1R            | 2R   | 1R   | 1R   | 3R    | –    | 3-6    |
| Wimbledon             | 2R    | –             | –             | KF            | KF   | –    | 1R   | 1R    | –    | 7-5    |
| US Open               | 1R    | –             | –             | –             | 1R   | –    | 1R   | 1R    | –    | 0-4    |
| Winst-verlies         | 1-2   | 0-0           | 0-2           | 3-2           | 4-4  | 0-2  | 0-4  | 2-4   | 1-1  | 11-21  |
| Tennis Masters Cup    |       |               |               |               |      |      |      |       |      |        |
| ATP World Tour Finals | –     | –             | –             | –             | –    | –    | –    | –     | –    | 0-0    |
| ATP Masters 1000      |       |               |               |               |      |      |      |       |      |        |
| Indian Wells          | –     | –             | –             | –             | –    | –    | –    | –     | –    | 0-0    |
| Miami                 | –     | 1R            | –             | –             | –    | –    | –    | –     | –    | 0-1    |
| Monte Carlo           | –     | –             | –             | –             | –    | –    | –    | 1R    | –    | 0-1    |
| Hamburg               | –     | l.c.          | l.c.          | l.c.          | l.c. | l.c. | l.c. | l.c.  | l.c. | 0-0    |
| Madrid                | –     | –             | –             | –             | –    | –    | –    | –     | –    | 0-0    |
| Rome                  | –     | –             | –             | –             | –    | –    | –    | –     | –    | 0-0    |
| Montréal/Toronto      | –     | –             | –             | –             | –    | –    | –    | –     | –    | 0-0    |
| Cincinnati            | 1R    | –             | –             | –             | –    | –    | –    | –     | –    | 0-1    |
| Shanghai              | l.c.  | –             | –             | –             | –    | –    | –    | –     | –    | 0-0    |
| Parijs                | –     | –             | –             | –             | –    | –    | –    | –     | –    | 0-0    |
| Olympische Spelen     |       |               |               |               |      |      |      |       |      |        |
| Olympische Spelen     | –     | geen toernooi | geen toernooi | geen toernooi | –    | gt   | gt   | gt    | gt   | 0-0    |
| Statistieken          |       |               |               |               |      |      |      |       |      |        |
| Totaal aantal titels  | 1     | 1             | 0             | 1             | 0    | 0    | 1    | 0     | 0    | 4      |
| Totaal winst-verlies  | 17-16 | 15-24         | 3-12          | 14-17         | 9-23 | 2-12 | 9-16 | 15-22 | 4-9  | 92-159 |
| Eindejaarsranking     | 59    | 64            | 89            | 48            | 77   | 114  | 89   | 61    | 123  |        |